# Приходько Ольга Костянтинівна
О́льга Костянти́нівна Прихо́дько (нар. 12 (24) липня 1891 — пом. 14 січня 1981, Прага) — український громадський діяч, педагог. Автор подільських родинних хронік і першого українського перекладу підручника з ботаніки. Дружина українського диригента та педагога Олекси Приходька.

## Біографія
Народилася в сім'ї священика Костянтина Ватича, який був настоятелем Покровської церкви в селі Попова Ушицького повіту Подільської губернії (за три версти на схід від містечка Муровані Курилівці), нині село Роздолівка Мурованокуриловецького району Вінницької області. Була третьою із чотирьох доньок Костянтина та Наталії Ватичів (їхній син Олександр помер на третьому році життя).
1893 року, коли Ользі було два роки, її батько став настоятелем дерев'яної Хрестовозвиженської церкви в містечку Карвасари біля Кам'янця-Подільського .
1908 року 17-річна Ольга Ватич зі срібною медаллю закінчила Кам'янець-Подільську Маріїнську жіночу гімназію. Цю ж гімназію закінчили і її сестри: 1906 року — Ганна (народилася 28 липня (9 серпня) 1889 року), 1914 року — Євгенія (народилася 6 (18) жовтня 1897 року) . Найстарша Олена 1896 року закінчила Подільське жіноче училище духовного відомства в Кам'янці-Подільському.
У грудні 1910 року, коли в Кам'янці-Подільському гастролював театр Миколи Садовського, Ольга Ватич звернулася до Марії Заньковецької, щоб проконсультуватися, які тканини потрібно їй узяти для обрядження Музи Тараса Шевченка (така роль припадала Ользі при підготовці «живих картин» для вшанування пам'яті поета). Глянувши на Ольгу, Заньковецька сплеснула руками: «Твій образ тільки створений для Музи Шевченка. Але тобі не треба ніяких прозорих тканин. Мусиш бути в народному одязі. Благословляю тебе. Ось початок!» Знявши з себе п'ять разків коралового намиста, одягнула на дівчину. 1964 року Ольга Приходько повідала цю історію фольклористці Тамарі Сис, яка приїхала з Кам'янця-Подільського в Чехословаччину на лікування. Тамара Андріївна привезла Ользі Приходько від її сестри Євгенії давню фотографію родини й образ, яким благословляли до шлюбу Олексу Приходка й Ольгу Ватич. При від'їзді Тамари Сис додому Ольга Приходько вручила їй намисто Заньковецької зі словами: «Вручаю Вам. Якщо настане той час, коли відчуватимете потребу у такому ж вчинку, вручите цей святий спогад достойній жінці, як колись Заньковецька одягла намисто на мене» .
Ольга, Ганна та Олена Ватичі були членами Подільського українського товариства «Просвіта» .

## Творчість
Переклала з російської мови другу частину «Курсу природознавства» Івана Трояновського «Животвір: рослина та її життя». Першу частину цього курсу («Нерість: повітря, вода, земля») переклав В. Шаравський. Обидві частини, а також «Оповідання з природознавства» Івана Трояновського, які теж переклав В. Шаравський, побачили світ 1920 року в Кам'янці-Подільському у видавництві товариства «Дністер».
Публікувалася в україномовній газеті «Свобода», що видається в США. 10 березня 1966 року розпочалася публікація з продовженням написаної Ольгою Приходько родинної хроніки з життя подільського духівництва минулого століття «Прадід Ілія». У передмові авторка зазначила: «Тіні минулого часто не дають мені спокою. Здається, що мої давно забуті предки хочуть пожити ще хоч хвилину, хоч у спогадах своїх внуків та правнуків. А тому спогади про свого прадіда та про долю його дітей, які збереглися у нас в родині, вважаю своїм обов'язком дбайливо списати». І підкреслила: «Усе, що пишу тут, є дійсно правдиве, списане із слів моєї бабусі Євфросини Головацької (1832—1918), молодшої доньки прадіда Ілії». Прадід Ілія — це православний священик Ілія Думанський, який у 1828—1861 роках був настоятелем храму в селі Савинці Кам'янецького повіту Подільської губернії (нині Ярмолинецького району Хмельницької області) . Перша частина хроніки не мала назви. Її публікація розтягнулася на 21 подачу й завершилася 8 квітня 1966 року — у числі «Свободи», що побачив світ напередодні Великодня.
Публікація другої частини «Пріся» розпочалася 3 травня 1967 року, мала 29 подач і завершилася 14 червня 1967 року. Під останньою подачею було зазначено: «Прага. Великдень 1966» . Ця частина розповідала про життя Євфросини Іллівни Головацької, бабусі Ольги Приходько.
Публікація третьої частини «Петруша» розпочалася 27 березня 1968 року й завершилася 18 квітня 1968 року. Уже в наступному числі, 19 квітня, розпочалася публікація четвертої частини, що мала назву «Наталія». Завершилася вона, а з нею і вся публікація родинної хроніки 7 червня 1968 року. Під останньою подачею зазначено: «Прага. Великдень. 1967 рік». Третю та четверту частини присвячено долі дітей Євфросини Головацької — сина Петра, який став інженером, та доньки Наталії (матері Ольги Приходько).
В епілозі авторка писала: «Ця родинна хроніка — правдиве оповідання про історію минулого життя, має, між іншим, на меті звернути увагу читача на ту велику зміну в усіх формах життя, культурі та освіті, яка відбулася в одній тільки родині бігом п'ятьох генерацій. Хроніка охоплює приблизно 150 літ: прадід Ілія народився з кінцем XVIII століття (1789 p.)» .
У «Свободі» також були надруковані ще два твори Ольги Приходько: «Кам'яне серце» (19 січня — 2 березня 1972 року, 20 подач) і розповідь з часів старого Поділля «З моря житейського…» (1 липня — 5 серпня 1972 року, 19 подач).
17 січня 1958 року газета «Свобода» повідомила, що в Торонто вийшла друком англійською мовою велика книжка альбомного характеру та формату «Народне мистецтво Карпатської України» із вступом професора Володимира Січинського та в перекладі Ольги Приходько. Видавцем був Филип Остапчук. Книга мала 42 сторінки тексту та 110 сторінок чорно-білих і кольорових таблиць .